# Championnats d'Amérique du Sud d'athlétisme 2023
Navigation
Édition précédente Édition suivante
Les 53es Championnats d'Amérique du Sud d'athlétisme se déroulent du 28 au 30 juillet 2023 à São Paulo, au Brésil, au sein du Stade Ícaro-de-Castro-Melo.

## Résumé
Plusieurs records sont battus lors de la compétition, notamment le record du monde juniors du 100 m masculin par Issam Asinga en 9 s 89 (+ 0,8 m/s).
Dans cette même course du 100 m, les trois médaillés (Asinga, Erik Cardoso et Ronal Longa) battent le record d'Amérique du Sud de la discipline, qui était de 10 s 00 par le Brésilien Robson da Silva depuis 1988. Cardoso, bat désormais avec 9 s 97 la marque nationale de da Silva, tandis que Longa améliore son propre record de Colombie en 9 s 99 et devient le 5e junior de l'histoire, avec Asinga, à descendre sous les 10 secondes.
Outre les 9 s 89 sur 100 m d'Asinga, d'autres records des championnats sont améliorés ou égalés :
- 200 m hommes : Issam Asinga en 20 s 19
- 400 m hommes : Lucas Carvalho en 44 s 79 (séries)
- Triple saut hommes : Almir dos Santos avec 17,24 m (minima pour les championnats du monde 2023 et les Jeux olympiques de 2024)
- Lancer du marteau hommes : Humberto Mansilla avec 75,92 m
- Décathlon homme : Jose Fernando Fereira Santana avec 8 057 pts
- 100 m femmes : Vitória Cristina Rosa en 11 s 17
- 400 m femmes : Martina Weil en 51 s 11
- 20 0000 m marche femmes : Mary Luz Andia en 1 h 29 min 7 s 5
- Relais 4 x 400 m mixte : Colombie en 3 min 14 s 79 (record d'Amérique du Sud)

## Résultats

### Hommes
| Épreuves               | Or | Argent | Bronze                                                                                                 |
| ---------------------- | --- | --- | --- |
| 100 m Vent : + 0,8 m/s | Erik Cardoso 9 s 97 (AR) | Ronal Longa 9 s 99 (NR)                                                                                               | Paulo André Camilo 10 s 03                                                                             |
| 200 m Vent : + 0,7 m/s | Alonso Edward 20 s 30 | César Almirón 20 s 49                                                                                                 | Jorge Henrique Vides 20 s 59                                                                           |
| 400 m                  | Anthony Zambrano 45 s 52 (=SB) | Elián Larregina 45 s 63                                                                                               | Jhon Perlaza 45 s 86                                                                                   |
| 800 m                  | Eduardo Ribeiro Moreira 1 min 47 s 12                                                                                                 | Rafael Muñoz 1 min 47 s 27                                                                                            | Jose Antonio Maita Perez 1 min 47 s 65                                                                 |
| 1 500 m                | Diego Javier Lacamoire 3 min 47 s 99                                                                                                  | Guilherme Kurtz 3 min 48 s 11                                                                                         | Andre Carlos Sousa Sales 3 min 49 s 24                                                                 |
| 5 000 m                | Valentin Soca 13 min 55 s 42 | Julián Molina 13 min 55 s 75                                                                                          | Altobeli da Silva 13 min 55 s 91                                                                       |
| 10 000 m               | Carlos Díaz 28 min 57 s 18 | Ignacio Velásquez 29 min 0 s 21                                                                                       | Diego Arévalo 29 min 10 s 79                                                                           |
| 110 m haies            | Eduardo de Deus 13 s 58 | Brayan Stiben Rojas Duque 13 s 76                                                                                     | Martin Saenz 13 s 76                                                                                   |
| 400 mètres haies       | Matheus Lima Da Silva 49 s 44 | Bruno Agustín de Genaro 50 s 35                                                                                       | Cristobal Muñoz 50 s 89                                                                                |
| 3 000 m steeple        | Julián Molina 8 min 36 s 47 | Carlos Andres Sanmartin 8 min 39 s 23                                                                                 | Julio Palomino 8 min 48 s 93                                                                           |
| 20 000 m marche        | Luis Henry Campos 1 h 21 min 25 s 6 (NR)                                                                                              | Jhoantan Javier Amores Carua 1 h 21 min 42 s 9                                                                        | Max Batista Goncalves dos Santos 1 h 23 min 21 s 7                                                     |
| 4 × 100 m              | Brésil Paulo André Camilo de Oliveira Felipe dos Santos Erik Cardoso Rodrigo do Nascimento 38 s 70                                    | Paraguay Jonathan Alexis Wolk Misael Jonas Zalazar Fredy Maidana Cesar Almiron 39 s 25 (NR)                           | Venezuela David Alejandro Vivas Larrua Rafael De Jesus Vasquez Leon Alexis Nieves Brayan Alamo 39 s 55 |
| 4 × 400 m              | Venezuela Javier Enmanuel Gomez Garcia Julio Jose Rodriguez Perez Kelvis Jose Padrino Villazana Jose Antonio Maita Perez 3 min 4 s 14 | Brésil Vitor Hugo de Miranda Lucas Carvalho Maxsuel dos Santos Santana Douglas Hernandes Mendes da Silva 3 min 4 s 15 | Argentine Pedro Emmert Bruno Agustín de Genaro Julián Gaviola Elián Larregina 3 min 5 s 76             |
| Saut en hauteur        | Carlos Layoy 2,23 m | Fernando Ferreira 2,21 m                                                                                              | Talles Frederico Silva 2,13 m                                                                          |
| Saut à la perche       | Germán Chiaraviglio 5,55 m | Dyander Pacho 5,40 m                                                                                                  | Ricardo David Montes 5,40 m                                                                            |
| Saut en longueur       | Emiliano Lasa 8,08 m | Lucas Marcelino dos Santos 7,83 m                                                                                     | José Luis Mandros 7,76 m                                                                               |
| Triple saut            | Almir dos Santos 17,24 m (CR) | Geiner Moreno 16,58 m                                                                                                 | Leodan Torrealba 16,52 m                                                                               |
| Lancer du poids        | Welington Morais 20,59 m | Nazareno Sasia 19,75 m                                                                                                | Willian Dourado 19,45 m                                                                                |
| Lancer du disque       | Claudio Romero 63,24 m | Juan Caicedo 62,46 m                                                                                                  | Mauricio Ortega 60,15 m                                                                                |
| Lancer du marteau      | Humberto Mansilla 75,92 m (CR) | Gabriel Kehr 75,57 m                                                                                                  | Joaquín Gómez 73,77 m                                                                                  |
| Lancer du javelot      | Pedro Henrique Rodrigues 80,26 m | Billy Julio López 78,72 m                                                                                             | Luiz Mauricio Dias da Silva 77,17 m                                                                    |
| Décathlon              | Jose Fernando Ferreira Santana 8 058 pts (CR,PB)                                                                                      | Santiago Ford 7 845 pts                                                                                               | Gerson Vidal Izaguirre Rangel 7 691 pts                                                                |

### Femmes
| Épreuves               | Or | Argent | Bronze                                                                                     |
| ---------------------- | --- | --- | ------------------------------------------------------------------------------------------ |
| 100 m Vent : + 0,7 m/s | Vitória Cristina Rosa 11 s 17 (=CR)                                                                          | Ángela Tenorio 11 s 30 | Aimara Nazareno 11 s 38                                                                    |
| 200 m Vent : + 2,0 m/s | Nicole Caicedo 22 s 81 (PB)                                                                                  | Shary Vallecilla 23 s 07 (PB)                                                                                              | Ana Azevedo 23 s 13                                                                        |
| 400 m                  | Martina Weil 51 s 11 (CR)                                                                                    | Evelis Aguilar 51 s 41 | Nicole Caicedo 51 s 53                                                                     |
| 800 m                  | Flávia de Lima 2 min 1 s 82                                                                                  | Déborah Rodríguez 2 min 3 s 94                                                                                             | Berdine Castillo 2 min 4 s 16                                                              |
| 1 500 m                | Fedra Aldana Luna Sambrán 4 min 14 s 52                                                                      | July Ferreira da Silva 4 min 16 s 11                                                                                       | María Pía Fernández 4 min 16 s 78                                                          |
| 5 000 m                | Fedra Aldana Luna Sambrán 16 min 6 s 00                                                                      | Lizaida Valdivia 16 min 12 s 45                                                                                            | Muriel Coneo 16 min 20 s 82                                                                |
| 10 000 m               | Luz Mery Rojas 34 min 25 s 0                                                                                 | Lizaida Valdivia 34 min 26 s 0                                                                                             | Daiana Ocampo 34 min 28 s 2                                                                |
| 100 mètres haies       | Caroline de Melo Tomaz 13 s 26                                                                               | Micaela Rosa de Mello 13 s 34                                                                                              | Maria Ignacia Eguiguren 13 s 81                                                            |
| 400 mètres haies       | Chayenne da Silva 55 s 90                                                                                    | Bianca Amaro dos Santos 57 s 30                                                                                            | Valeria Cabezas 57 s 31                                                                    |
| 3 000 m steeple        | Tatiane Raquel da Silva 9 min 55 s 73                                                                        | Simone Ponte Ferraz 9 min 59 s 44                                                                                          | Clara Macarena Baiocchi 10 min 19 s 71                                                     |
| 20 000 m marche        | Mary Luz Andia 1 h 29 min 7 s 5 (AR)                                                                         | Paula Milena Torres 1 h 33 min 6 s 1                                                                                       | Gabriela de Souza Muniz 1 h 33 min 31 s 8                                                  |
| 4 × 100 m              | Brésil Ana Carolina de Jesus Azevedo Vitória Cristina Rosa Barbara da Silva Leoncio Rosângela Santos 43 s 47 | Colombie Evelyn Rivera Banquet Angelica Maria Gamboa Caicedo Shary Julisa Vallecilla Quiñones Melany Joibel Bolaño 44 s 18 | Chili Viviana Olivares Isidora Jimenez Anais Hernandez Javiera Cañas 44 s 40 (NR)          |
| 4 × 400 m              | Colombie Lina Esther Licona Torres Valeria Cabezas Caracas Jennifer Padilla Evelis Aguilar 3 min 31 s 39     | Brésil Jainy Suelen dos Santos Barreto Julia Aparecida Rocha Daysiellen Atla Dias Tiffani Marinho 3 min 31 s 63            | Chili Poulette Cardoch Berdine Castillo Anais Hernández Alegría Martina Weil 3 min 35 s 39 |
| Saut en hauteur        | Valdileia Martins 1,84 m                                                                                     | Maria Isabel Arboleda Angulo 1,78 m                                                                                        | Jennifer Rodriguez 1,78 m                                                                  |
| Saut à la perche       | Juliana De Menis Campos 4,60 m (PB)                                                                          | Robeilys Peinado 4,50 m | Stefanny Castillo 4,20 m                                                                   |
| Saut en longueur       | Eliane Martins 6,62 m                                                                                        | Lissandra Maysa Campos 6,32 m                                                                                              | Yuliana Angulo 6,26 m                                                                      |
| Triple saut            | Gabriele Santos 13,92 m                                                                                      | Estrella Lobo 13,54 m | Adriana Chila 13,42 m                                                                      |
| Lancer du poids        | Ivana Gallardo 17,39 m                                                                                       | Livia Avancini 17,04 m | Natalia Duco 16,93 m                                                                       |
| Lancer du disque       | Izabela da Silva 61,26 m                                                                                     | Karen Gallardo 59,92 m | Andressa de Morais 59,37 m                                                                 |
| Lancer du marteau      | Rosa Rodríguez 68,12 m                                                                                       | Mayra Alexandra Gaviria 67,07 m                                                                                            | Ximena Zorrilla 65,92 m                                                                    |
| Lancer du javelot      | Flor Ruíz 61,82 m                                                                                            | Jucilene de Lima 60,68 m                                                                                                   | María Lucelly Murillo 59,75 m                                                              |
| Heptathlon             | Martha Araújo Sinisterra 5 785 pts                                                                           | Tamara de Sousa 5 314 pts                                                                                                  | María Fernanda Murillo 5 229 pts                                                           |

### Mixte
| Épreuves  | Or | Argent | Bronze |
| --------- | --- | --- | --- |
| 4 × 400 m | Colombie Jhon Perlaza Lina Esther Licona Torres Anthony Zambrano Evelis Aguilar 3 min 14 s 79 (AR, CR) | Brésil Tiago Lemes da Silva Julia Aparecida Rocha Ribeiro Douglas Hernandes Mendes da Silva Jainy Suelen dos Santos Barreto 3 min 18 s 02 | Équateur Alan Aldair Minda Acosta Gabriela Anahí Suarez Suarez Francisco Israel Tejeda Guerrero Nicole Dayci Caicedo Arce 3 min 24 s 42 |